# Pavylon
Pavylon (rusky Павылон) je jezero na severovýchodě Jakutské republiky v Rusku. Leží na jihozápadě Kolymské nížiny. Má rozlohu 119 km². Průměrně je hluboké 29 m.
Zdroj vody je převážně sněhový. Zamrzá v září a rozmrzá na konci května nebo na začátku června. Z jezera odtéká řeka Pavylon-Sjaně (levý přítok Alazeje)